# Oleksij Torochtij
Oleksij Pavlovič Torochtij (in ucraino Олексій Павлович Торохтій?; Zuhres, 22 maggio 1986) è un sollevatore ucraino, vincitore della medaglia d'oro a Londra 2012, poi revocata per doping.